# NHL Supplemental Draft 1990
L'NHL Supplemental Draft 1990 si è tenuto il 15 giugno del 1990. Essa fu la quinta edizione del Supplemental Draft. Tre fra i giocatori scelti militarono nella National Hockey League.

## Scopo
Il Supplemental Draft fu utilizzato dalle franchigie della NHL per selezionare i giocatori provenienti dalle università statunitensi e canadesi altrimenti non eleggibili per l'Entry Draft. A differenza dell'Entry Draft la maggioranza dei giocatori non militò mai nella squadra dalla quale furono selezionati, tuttavia dodici di essi superarono le 100 presenze in NHL. Il Supplemental Draft fu abbandonato dopo la firma del nuovo contratto collettivo fra i giocatori e i proprietari delle squadre nel 1995.

## Scelte
| #  | Giocatore             | Nazionalità | Squadra NHL           | Squadra di provenienza              |
| -- | --------------------- | ----------- | --------------------- | ----------------------------------- |
| 1  | Mike McKee (D)        | Canada      | Quebec Nordiques      | Princeton Tigers (ECAC)             |
| 2  | Paul Dukovac (D)      | Canada      | Vancouver Canucks     | Cornell Big Red (ECAC)              |
| 3  | Mike Casselman (AS)   | Canada      | Detroit Red Wings     | Clarkson Golden Knights (ECAC)      |
| 4  | Steve Beadle (D)      | Stati Uniti | Philadelphia Flyers   | Michigan St. Spartans (CCHA)        |
| 5  | Joe Dragon (C)        | Canada      | Pittsburgh Penguins   | Cornell Big Red (ECAC)              |
| 6  | Norm Krumpschmid (C)  | Canada      | Vancouver Canucks     | Ferris State Bulldogs (CCHA)        |
| 7  | Donny Oliver (AS)     | Canada      | Detroit Red Wings     | Ohio State Buckeyes (CCHA)          |
| 8  | Ray Letourneau (P)    | Stati Uniti | Philadelphia Flyers   | Yale Bulldogs (ECAC)                |
| 9  | Savo Mitrovic (C)     | Jugoslavia  | Pittsburgh Penguins   | N. Hampshire Wildcats (Hockey East) |
| 10 | Brandon Reed (P)      | Stati Uniti | New York Islanders    | Lake Superior S. Lakers (CCHA)      |
| 11 | Peter Sentner (D)     | Stati Uniti | Los Angeles Kings     | UMass River Hawks (Hockey East)     |
| 12 | Rod Houk (P)          | Canada      | Minnesota North Stars | University of Regina (CWUAA)        |
| 13 | Martin Jiránek (C)    | Canada      | Washington Capitals   | Bowling Green Falcons (CCHA)        |
| 14 | Martin Robitaille (C) | Canada      | Toronto Maple Leafs   | Maine Black Bears (Hockey East)     |
| 15 | Mike Haviland (A)     | Stati Uniti | New Jersey Devils     | Elmira College (NCAA)               |
| 16 | Geoff Sarjeant (P)    | Canada      | St. Louis Blues       | Michigan Tech Huskies (WCHA)        |
| 17 | Mike Gilmore (P)      | Stati Uniti | New York Rangers      | Michigan St. Spartans (CCHA)        |
| 18 | Mark Richards (P)     | Canada      | Winnipeg Jets         | UMass River Hawks (Hockey East)     |
| 19 | Jim Crozier (P)       | Stati Uniti | Hartford Whalers      | Cornell Big Red (ECAC)              |
| 20 | Claude Maillet (D)    | Canada      | Chicago Blackhawks    | Merrimack Warriors (Hockey East)    |
| 21 | Sandy Galuppo (P)     | Stati Uniti | Edmonton Oilers       | Boston College Eagles (Hockey East) |
| 22 | Bruce Coles (AS)      | Canada      | Montreal Canadiens    | RPI Engineers (ECAC)                |
| 23 | Shane McFarlan (C)    | Stati Uniti | Buffalo Sabres        | ND Fighting Hawks (WCHA)            |
| 24 | Lyle Wildgoose (AS)   | Canada      | Calgary Flames        | Providence Friars (Hockey East)     |
| 25 | Howie Rosenblatt (AD) | Stati Uniti | Boston Bruins         | Merrimack Warriors (Hockey East)    |